# Crime
A Crime egy 1976-tól 1982-ig (majd 2006-tól 2017-ig) tevékenykedett punkegyüttes volt, a műfaj korábbi képviselői közé tartozik. Tagjai: Johnny Strike, Hank Rank, Mickey Tractor, Count Fink. 1976-ban alakultak meg San Franciscóban. Legismertebb dalaik a "Hot Wire My Heart" és a Baby You're So Repulsive". A Crime volt a legelső punk zenekar a keleti partról, amely jelentős sikert ért el. 1982-ben feloszlottak, a tagok pedig vagy más együttesekbe mentek át, vagy új zenekarokat alapítottak. Majd 2006-tól 2017-ig újból működtek, 2017-ben véglegesen feloszlottak.
Karrierjük alatt 12 lemezt dobtak piacra, melybe beleszámítanak a koncert- és középlemezek is.
Johnny Strike 2018 szeptemberében elhunyt, 70 évesen.